# Rasmus K. Andersen
Rasmus K. Andersen (født 28. november 1979) er en dansk professionel fodboldspiller, hvor hans primære position på banen er i forsvaret. Hans nuværende klub er 2. divisionsklubben Greve Fodbold, som han lavede en aftale med i sommeren 2006.
Efter at have været en tur forbi Nykøbing Falster Alliancen, B.93 samt Slagelse Boldklub og Idrætsforening, skrev han i sommeren 2005 kontrakt med 1. divisionsklubben Fremad Amager og debuterede for klubben den 31. juli 2005 mod Boldklubben Frem. Han opnåede dog kun at spille en ekstra førsteholdskamp for klubben (10 andetholdskampe samt to mål) inden forsvarsspilleren og klubben blev enige om ikke at forlænge kontrakten. Således skiftede han til den nyoprykkede 2. divisionsklub Greve Fodbold i sommeren 2006.
Rasmus blev gift med Emma Lisa Steglich-Andersen 18 august 2017 og skiftede der navn til Rasmus Kruse Steglich-Andersen.

## Spillerkarriere
- 199x-xxxx: Nykøbing Falster Alliancen, Danmarksserien, kreds 2
- xxxx-200x: B.93, 1. division
- 200x-2005: Slagelse BK&IF, 2. division
- 2005-2006: Boldklubben Fremad Amager, 2 kampe og 0 mål, 1. division
- 2006-: Greve Fodbold 14 kampe og 0 mål, 2. division Øst [1]